# Richard Kuhn
Richard Kuhn (ur. 3 grudnia 1900 w Wiedniu, zm. 1 sierpnia 1967 w Heidelbergu) – niemiecki biochemik, laureat Nagrody Nobla w dziedzinie chemii w 1938 roku.
Był profesorem Politechniki Federalnej w Zurychu (1926), a następnie Uniwersytetu Ruprechta i Karola w Heidelbergu (1929). Zajmował się badaniem karotenów, enzymów i witamin.
W 1938 roku otrzymał Nagrodę Nobla za prace nad karotenoidami i witaminami. W 1958 otrzymał Pour le Mérite za Naukę i Sztukę.